# King charles spaniel
King charles spaniel – jedna z ras psów, należąca do grupy psów do towarzystwa, zaklasyfikowana do sekcji angielskich spanieli do towarzystwa. Typ wyżłowaty. Nie podlega próbom pracy.

## Rys historyczny
Rasa wywodzi się prawdopodobnie z Chin lub z Japonii. W XIV wieku dotarła do Anglii. Do XIX wieku był wykorzystywany w polowaniach na bekasy. W obecnej postaci pies tej rasy był znany od połowy XIX wieku. Rasa ta znalazła uznanie wśród takich osobistości jak: Karol I, Maria I Stuart i Karol II Stuart, którzy przyczynili się do rozpropagowania tej rasy jak i rasy blisko spokrewnionej – cavalier king charles spaniela.

## Szata i umaszczenie
U psów tej rasy rozróżnia się cztery odmiany umaszczenia:
- prince charles (tricolor)
- black & tan (czarne z podpalaniami)
- blenheim (rude łaty na  białym tle maści)
- ruby (całkowicie kasztanowa maść)

## Budowa
Kufa jest bardziej spłaszczona niż u cavalier king charles spaniela.